# Pag (Stadt)
Die Stadt Pag (deutsch veraltet: Baag, italienisch Pago) ist der wichtigste Ort auf der kroatischen Adriainsel Pag. Sie hat 3846 Einwohner (Stand 2011) und gehört zur Gespanschaft Zadar.

## Geschichte
Pag bestand schon zur Zeit der Römer und war als Pagus bekannt. Schon vor den Römern siedelten dort die Lirburni, ein illyrisches Volk. Die erstmalige urkundliche Erwähnung von Pag datiert auf das Jahr 1070. 1244 wurde die Stadt vom ungarischen König Béla IV. zur freien Königsstadt erklärt. 1376 wurde ihr von König Ludwig I. von Ungarn die Autonomie zugestanden. 1510 wütete in Pag die Pest. Die Stadt wurde niedergebrannt und nördlich ihrer ursprünglichen Position wieder aufgebaut. Von der alten Stadt Pag ist nur die St. Georg-Kirche erhalten. In ihr befindet sich eine Marien-Statue, die den Brand überstanden hat. Jedes Jahr findet am 15. August eine Prozession von der alten Kirche zur neuen St. Marien-Kirche statt.

## Sehenswürdigkeiten
Die heute noch erhaltene Stadtmauer wurde mit ihren Türmen im Gotik- und Renaissancestil errichtet. Pag verfügt über zahllose kleine, nach einem Quadratmuster auf die Stadt verteilte Gassen und ist ein beliebtes Touristenziel.

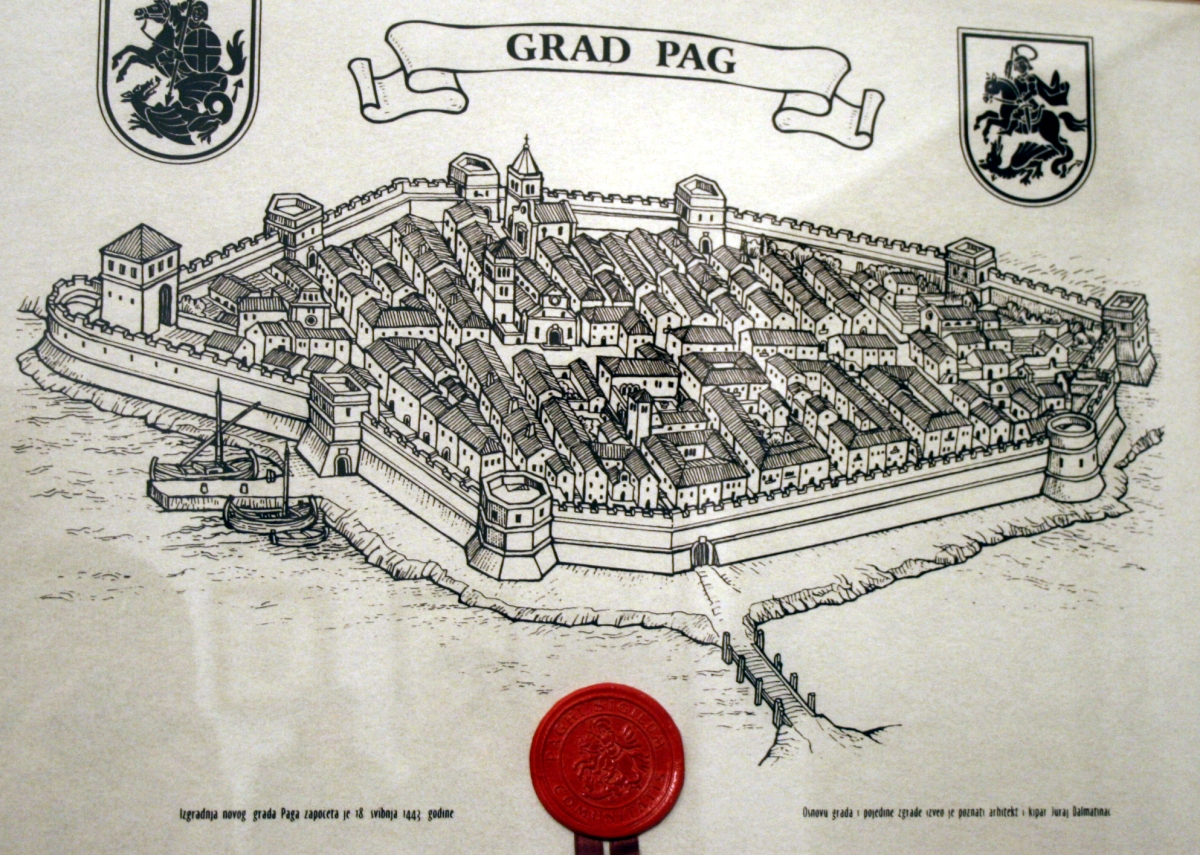
Pag 1443
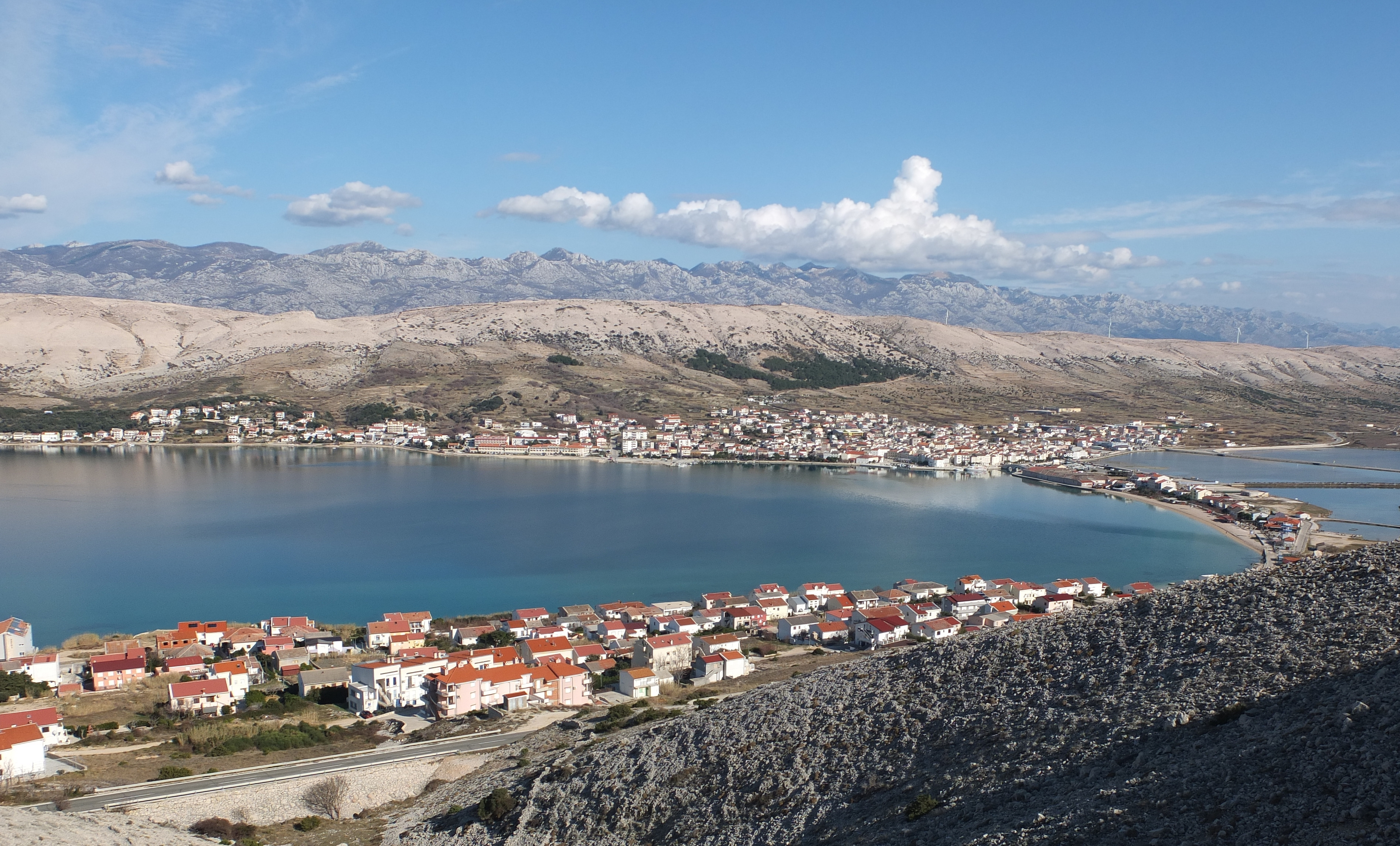
Ansicht der Stadt Pag von Westen
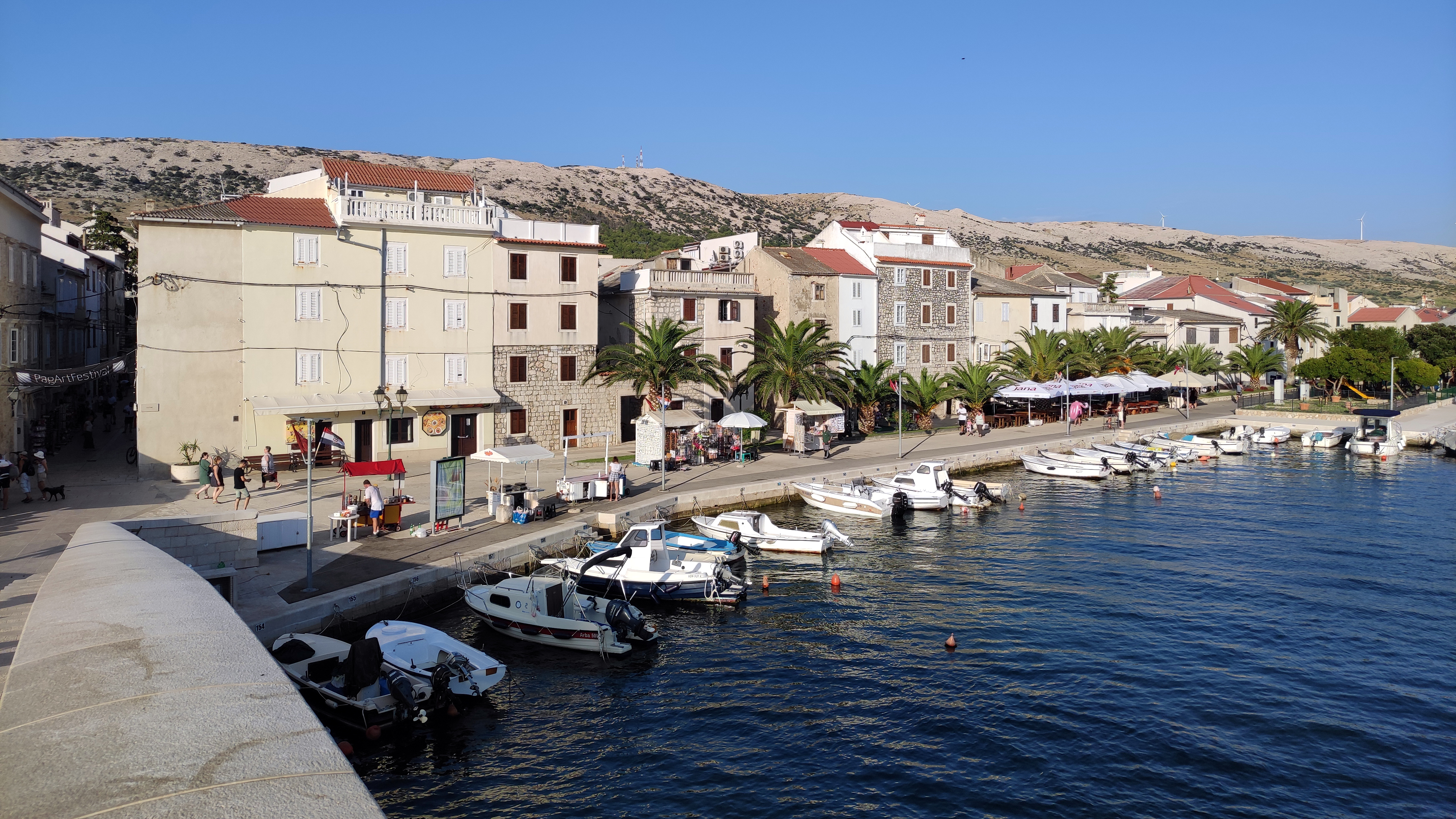
Blick auf die Pager Promenade
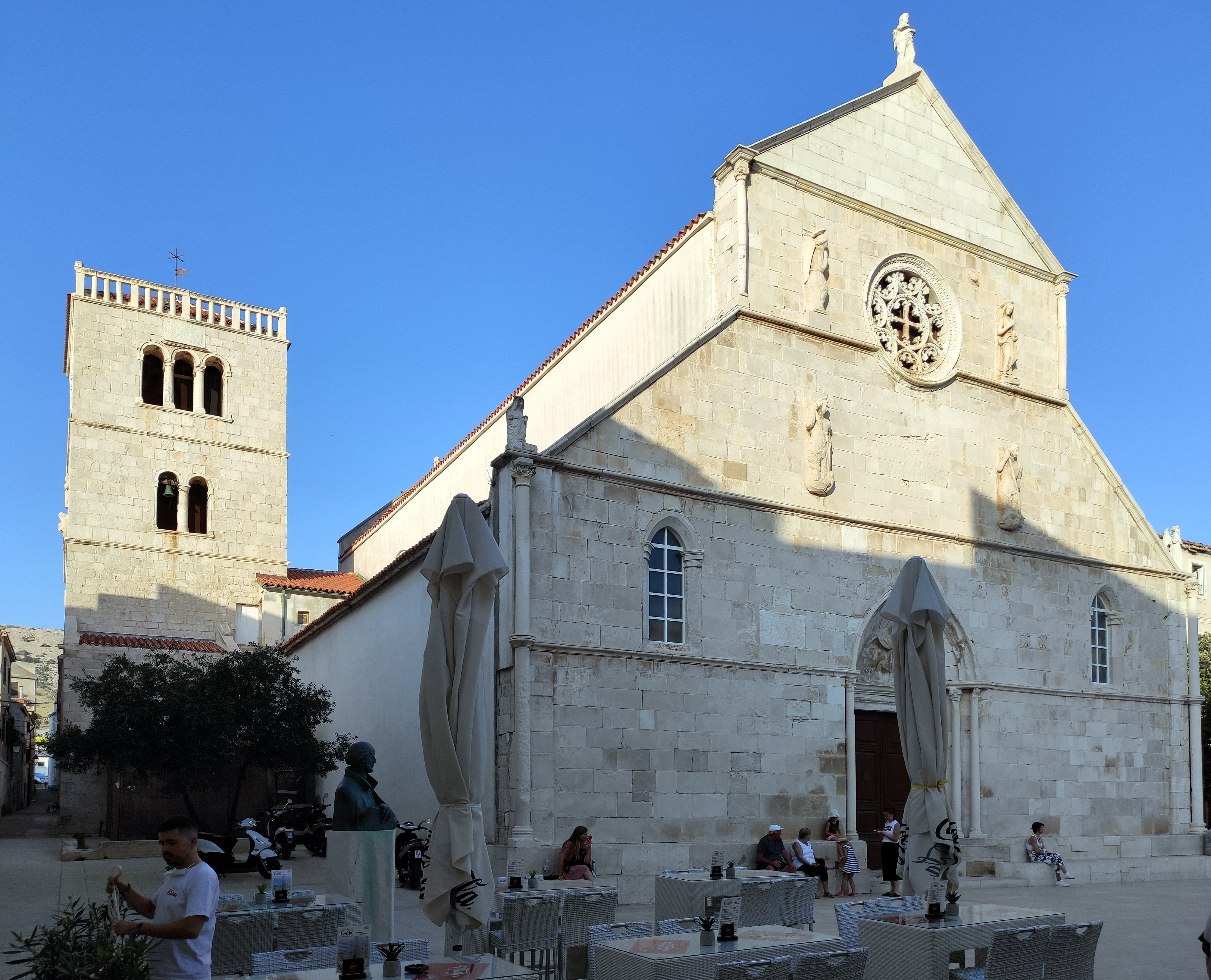
Basilika Maria Himmelfahrt
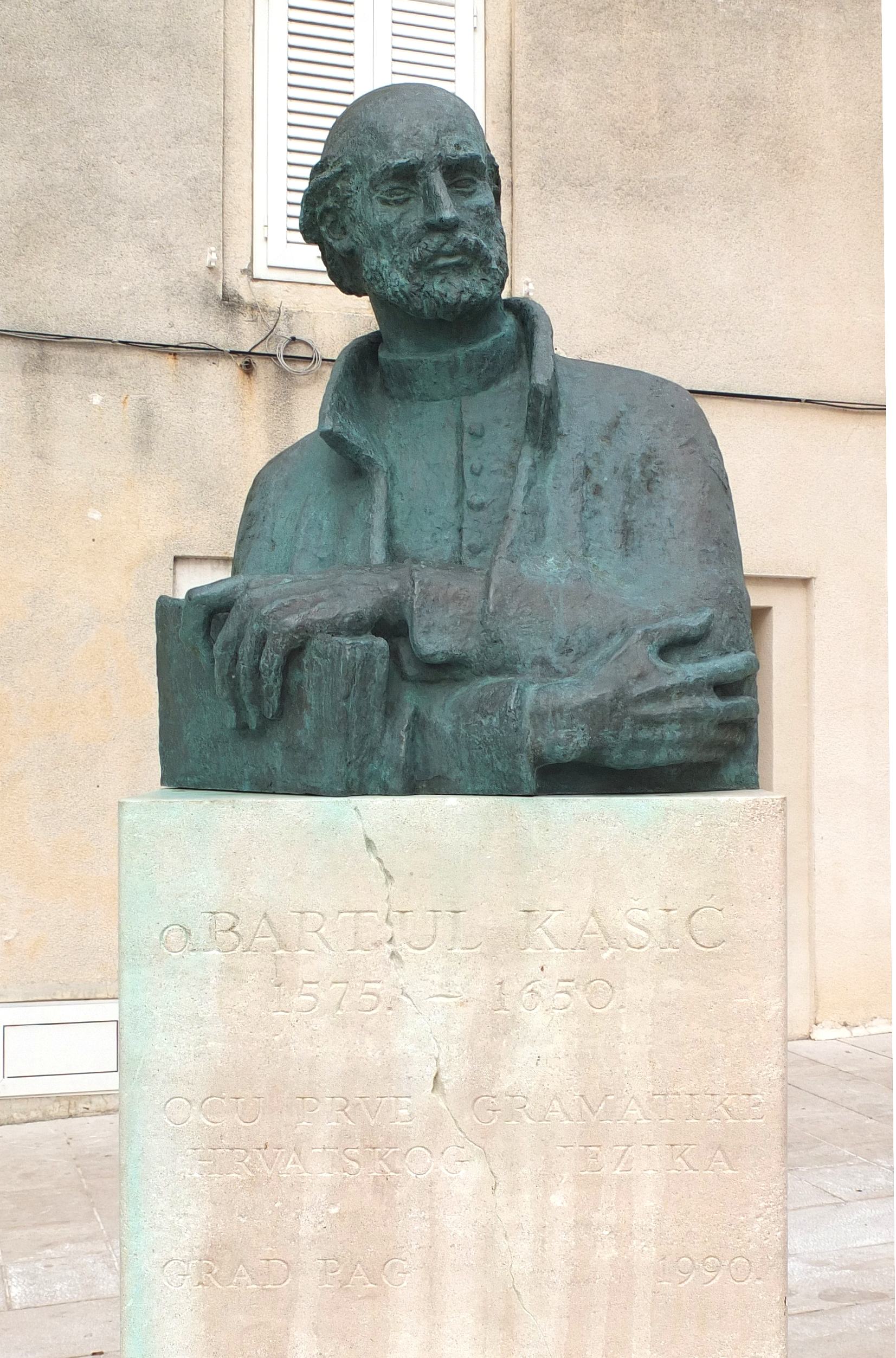
Bronzebüste von Bartol Kašić
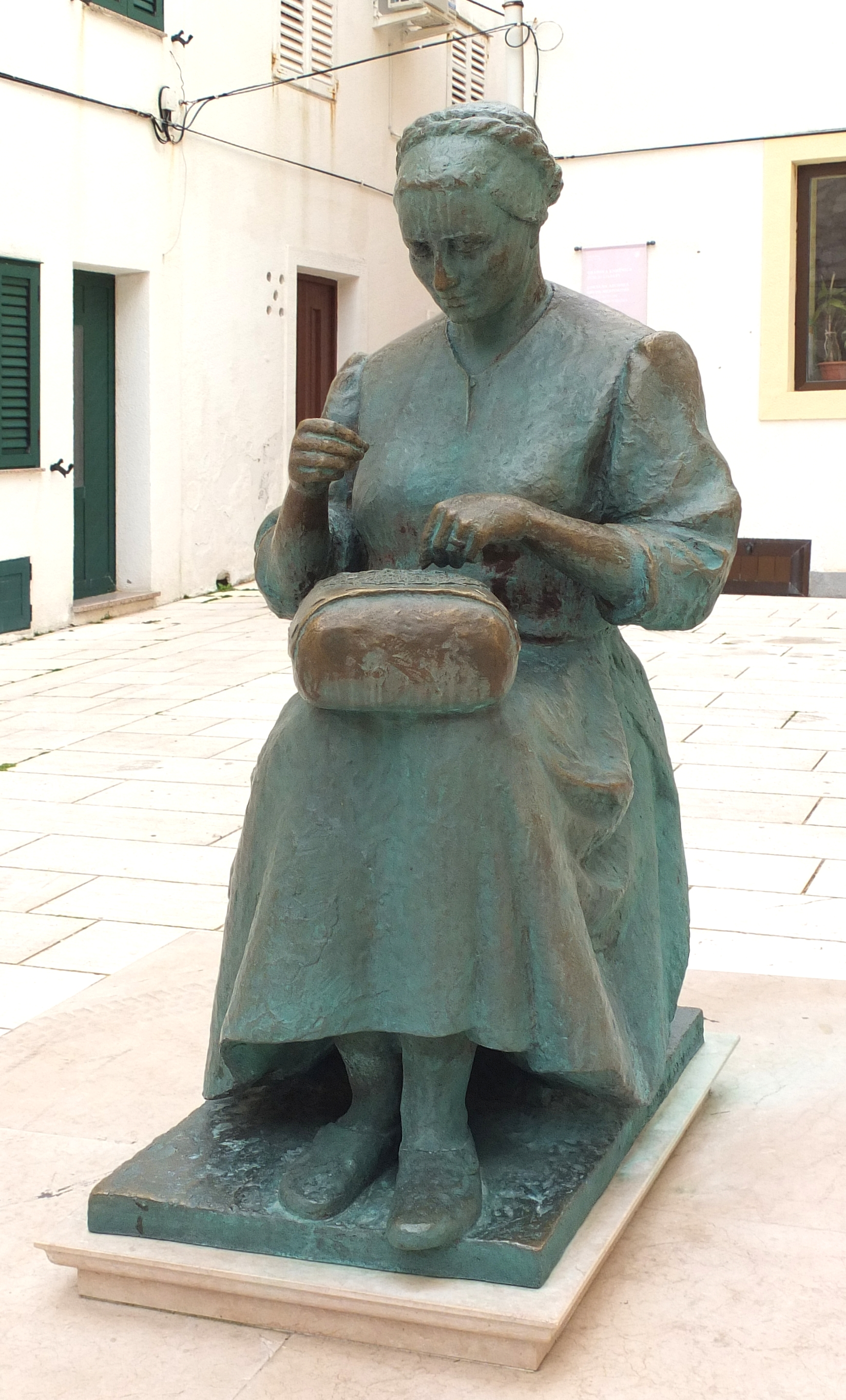
Bronzestatue einer Pager Spitzenklöpplerin
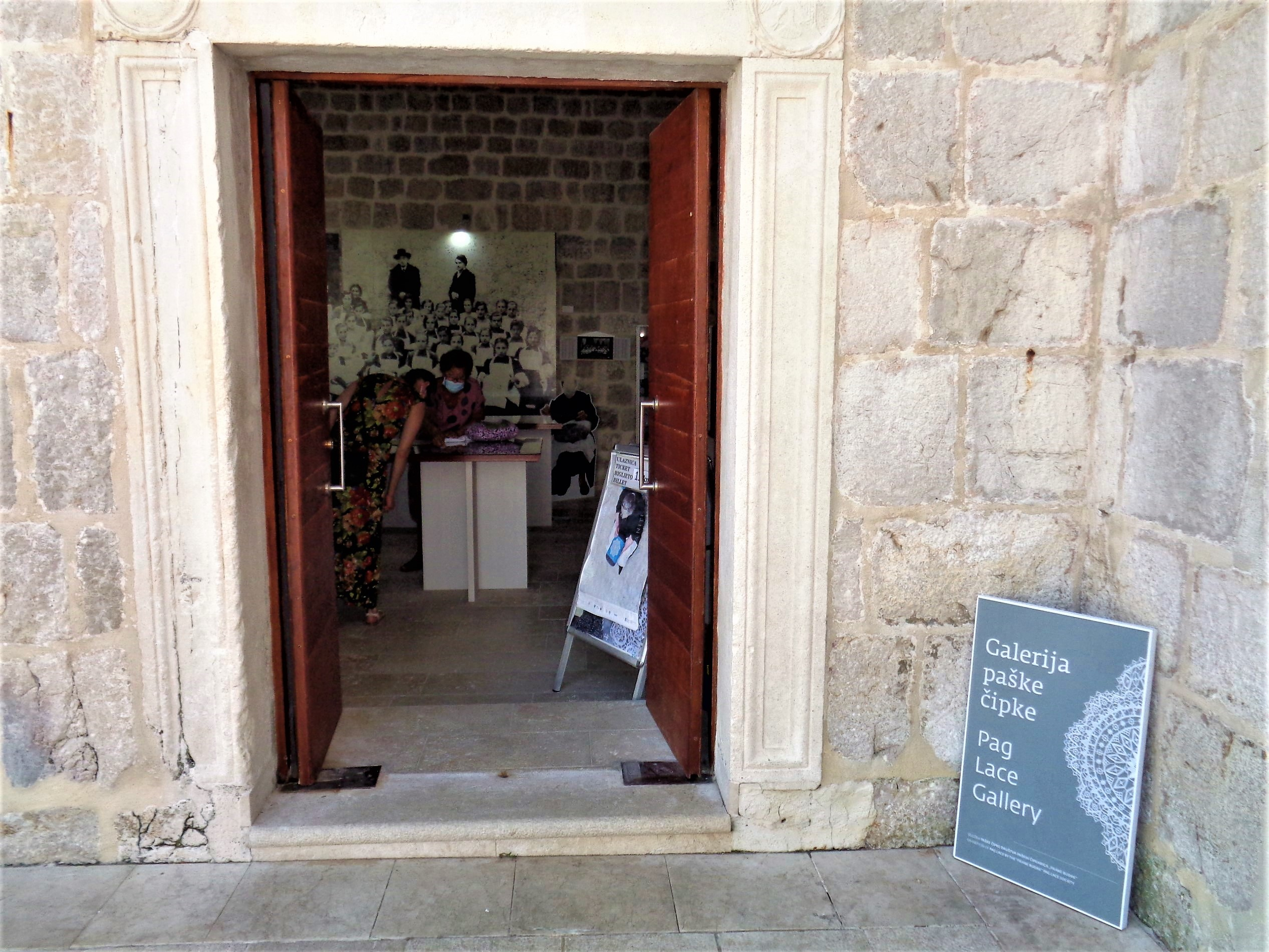
Galerie der Pager Spitze
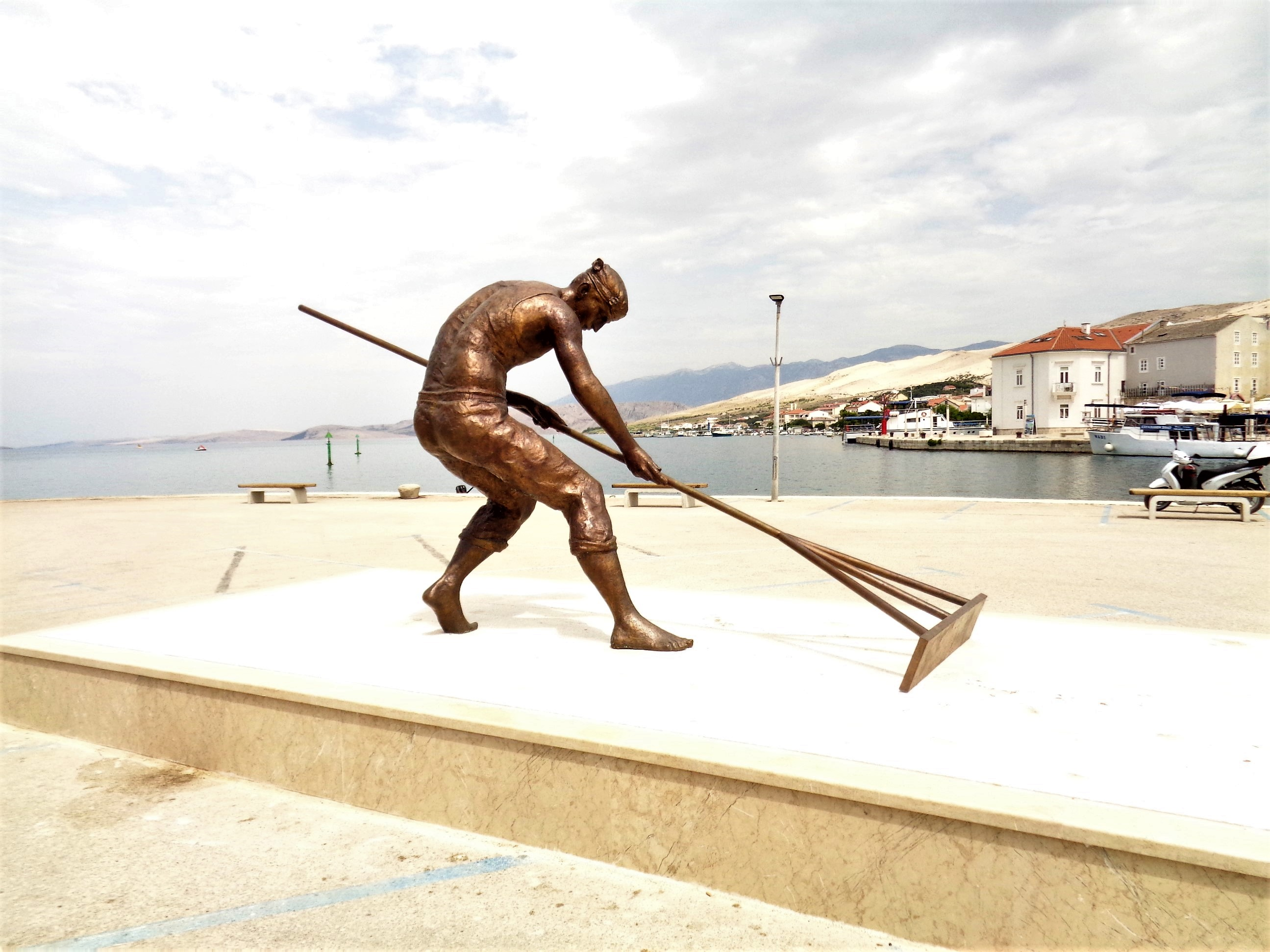
Skulptur eines Salinenarbeiters

## Städtepartnerschaften
Partnerstädte der Stadt Pag sind
| - Križevci, Kroatien - Zanè in Venetien, Italien - Carbonera in Venetien, Italien - Slavkov u Brna, Tschechien | - Szigetvár, Ungarn - Mukatschewo, Ukraine - Kozármisleny, Ungarn |

## Persönlichkeiten
- Bartol Kašić (1575–1650), kroatischer Sprachwissenschaftler

## Nachweise
1. ↑  Website der Stadt Pag: Gradovi prijatelji (kroatisch)